# Kunov (přírodní rezervace)
Kunov je přírodní rezervace poblíž vesnice Kunov v okrese Bruntál. Chráněné území se rozkládá v nivě řeky Opavy  v severozápadním sousedství Kunova, přibližně na půli cesty mezi obcemi Nové Heřminovy a Široká Niva. Z jedné strany je vymezuje silnice II/451, z druhé pak železniční trať Milotice nad Opavou – Vrbno pod Pradědem.
Důvodem ochrany je téměř přirozený lužní porost s hojným výskytem ohroženého druhu pérovníku pštrosího (Matteuccia struthiopteris).